# Misconceptions
Misconceptions è un film drammatico di Ron Satlof del 2008.

## Trama
Miranda Bliss è sposata con Parker, il loro matrimonio è basato sulla religione conservatrice. Miranda riceve un messaggio da Dio, il quale le suggerisce di diventare madre surrogata di una coppia di uomini gay che vivono a Boston. Miranda resta incinta all'insaputa del marito e gli equilibri si rompono quando Terry, uno dei due uomini gay, si presenta a casa di Miranda con la volontà di essere presente durante la gravidanza.